# トヨタ・X型エンジン
トヨタ・X型エンジン（トヨタ・Xがたエンジン）は、トヨタ自動車の水冷直列4気筒ガソリンエンジンの系列である。

## 概要
- オーストラリアにて、T130型コロナを生産するにあたって、現地部品調達率85％を満たすため、トヨタオーストラリア（英語版）では、ホールデン・コモドア等に搭載された1.9 リッターのホールデン・スターファイアエンジン（英語版）を搭載して調達率を達成することとした。
- このため、スターファイアエンジンをベースにカムシャフトプロフィール、マニフォールド、キャブレターを変更し、トヨタのエンジン系列に組み入れて改称したのがX型である。1983年（昭和58年）にはT140型コロナにモデルチェンジしたことで、X型の生産は比較的短期間で終了した。
- 生産期間
  - 1979年8月 - 1983年1月（豪州向け）

## 型式

### １X
- 種類：OHV 8バルブ
- 排気量：1.892L
- 搭載車種（車両型式）
  - コロナ（XT130）en:Toyota_Corona#T130